# Antirrhinum hispanicum
Antirrhinum hispanicum är en grobladsväxtart som beskrevs av Chav.. Antirrhinum hispanicum ingår i släktet lejongapssläktet, och familjen grobladsväxter. Inga underarter finns listade i Catalogue of Life.

## Bildgalleri

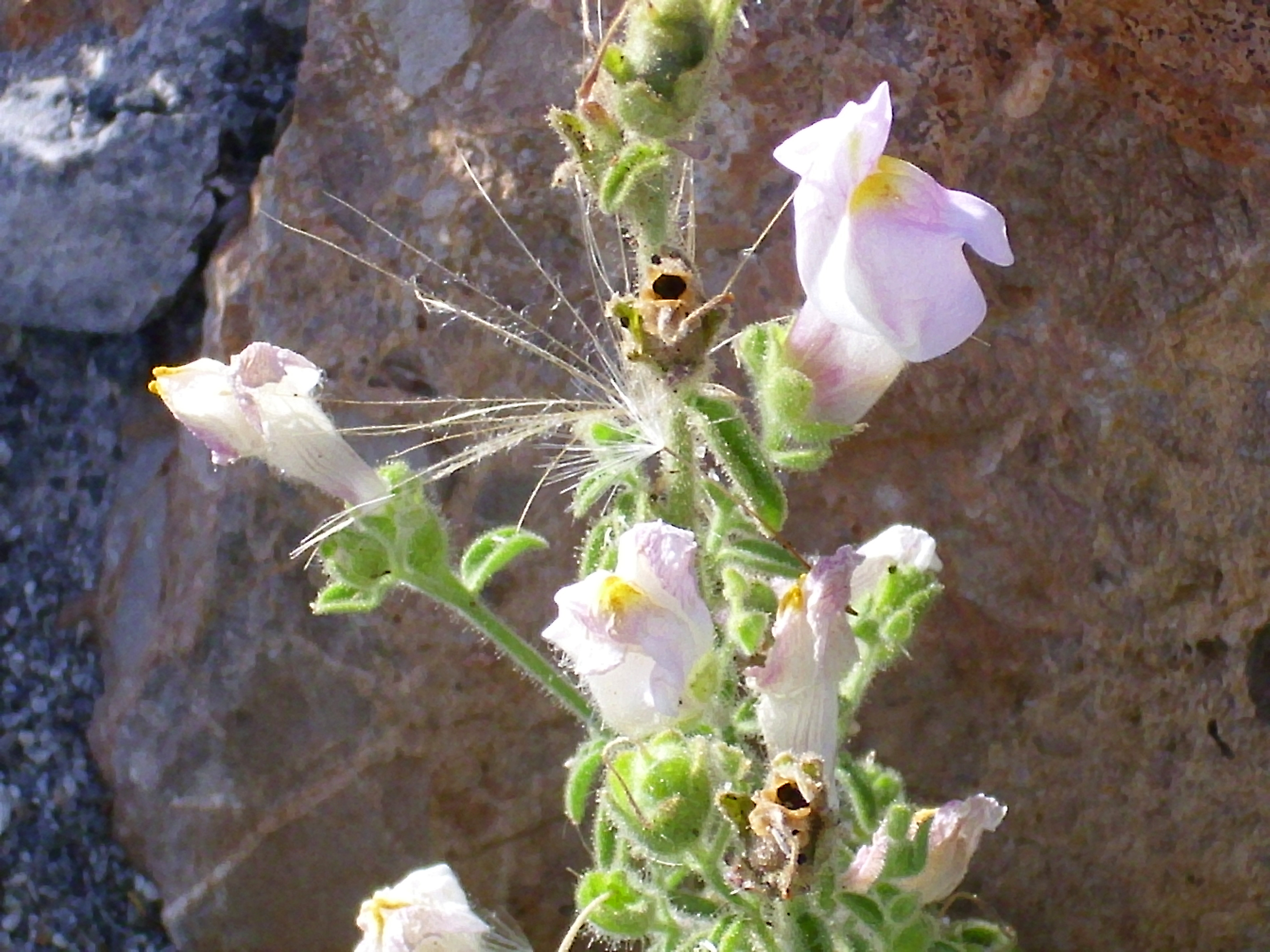
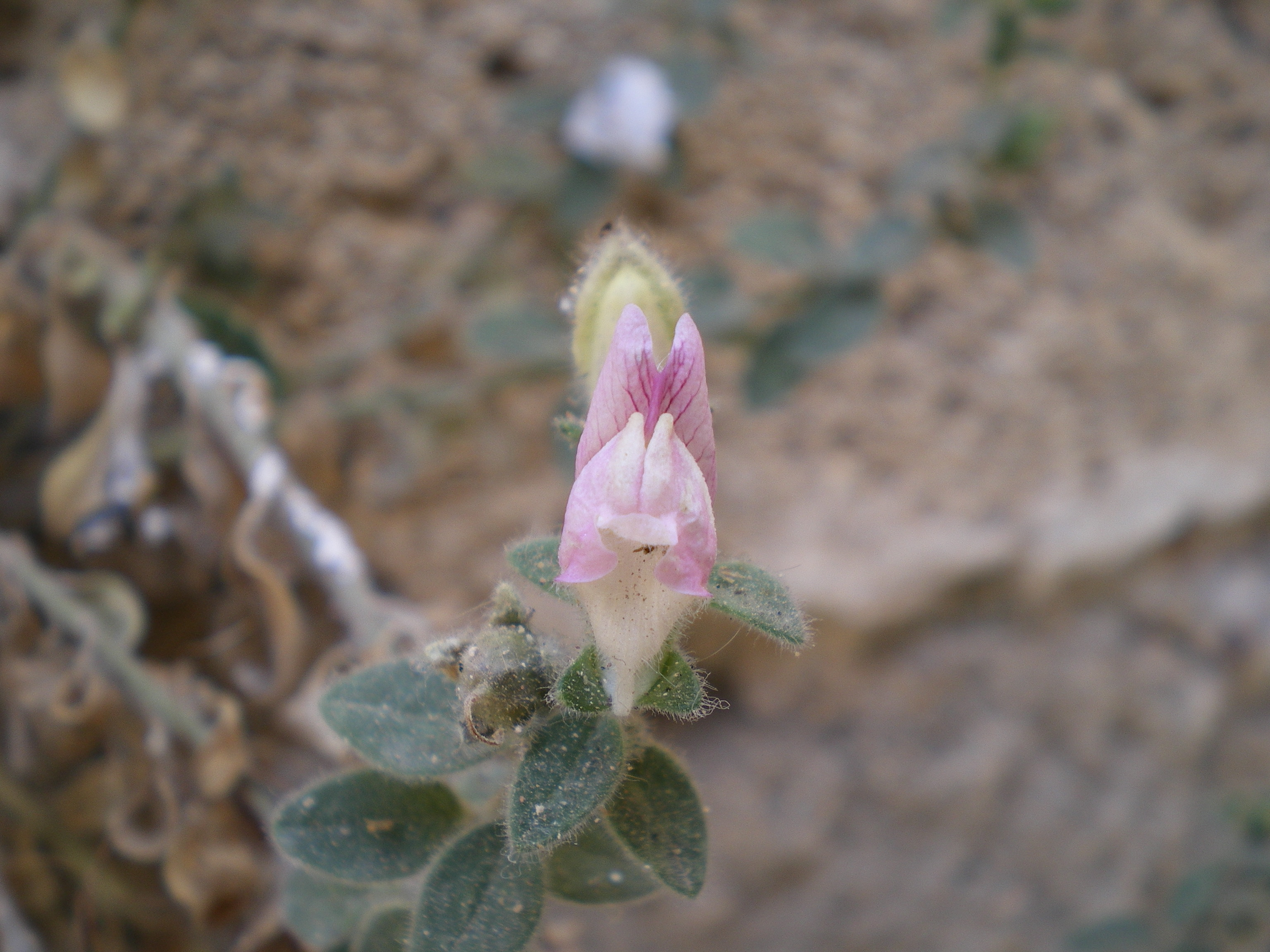
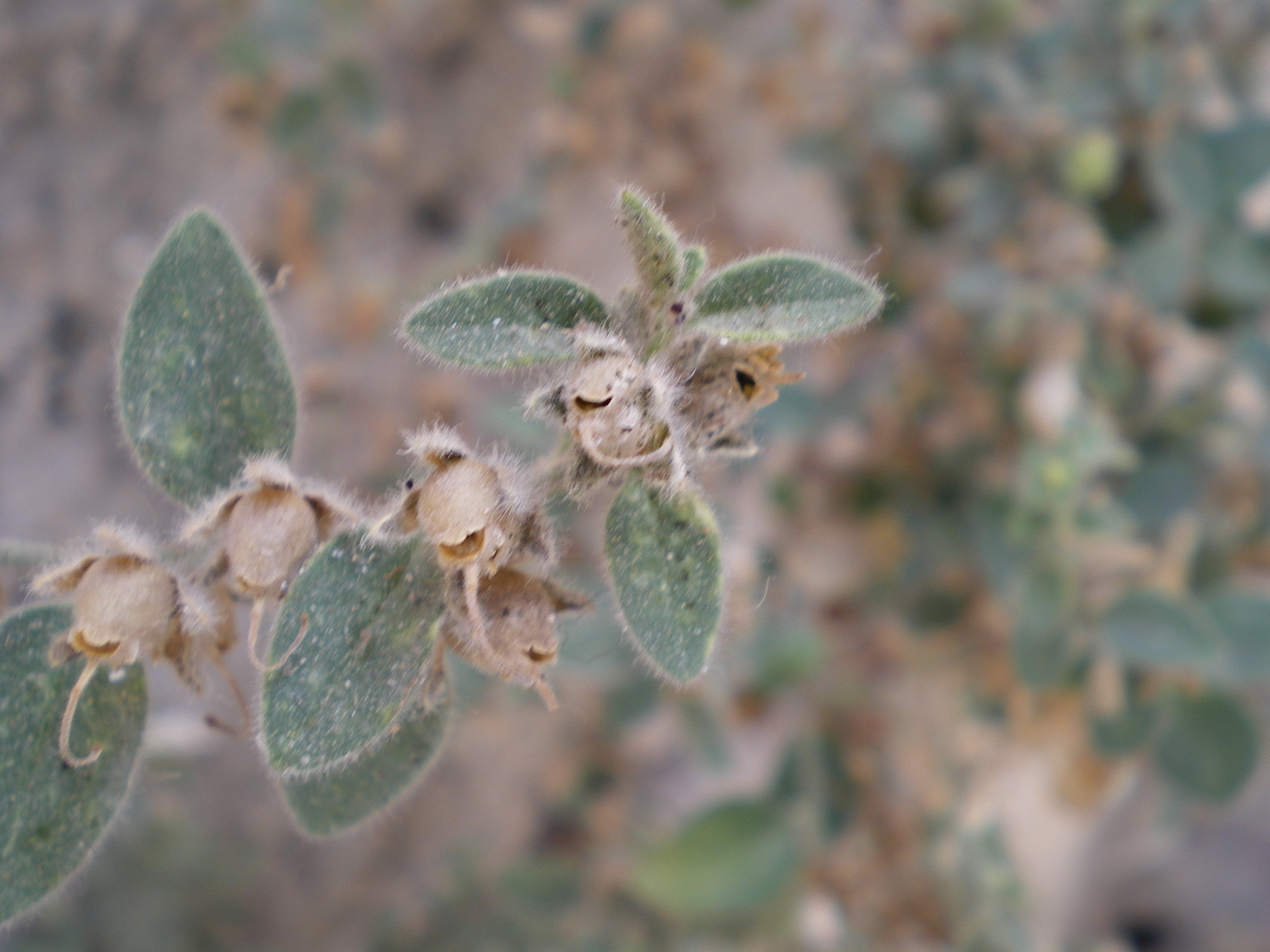
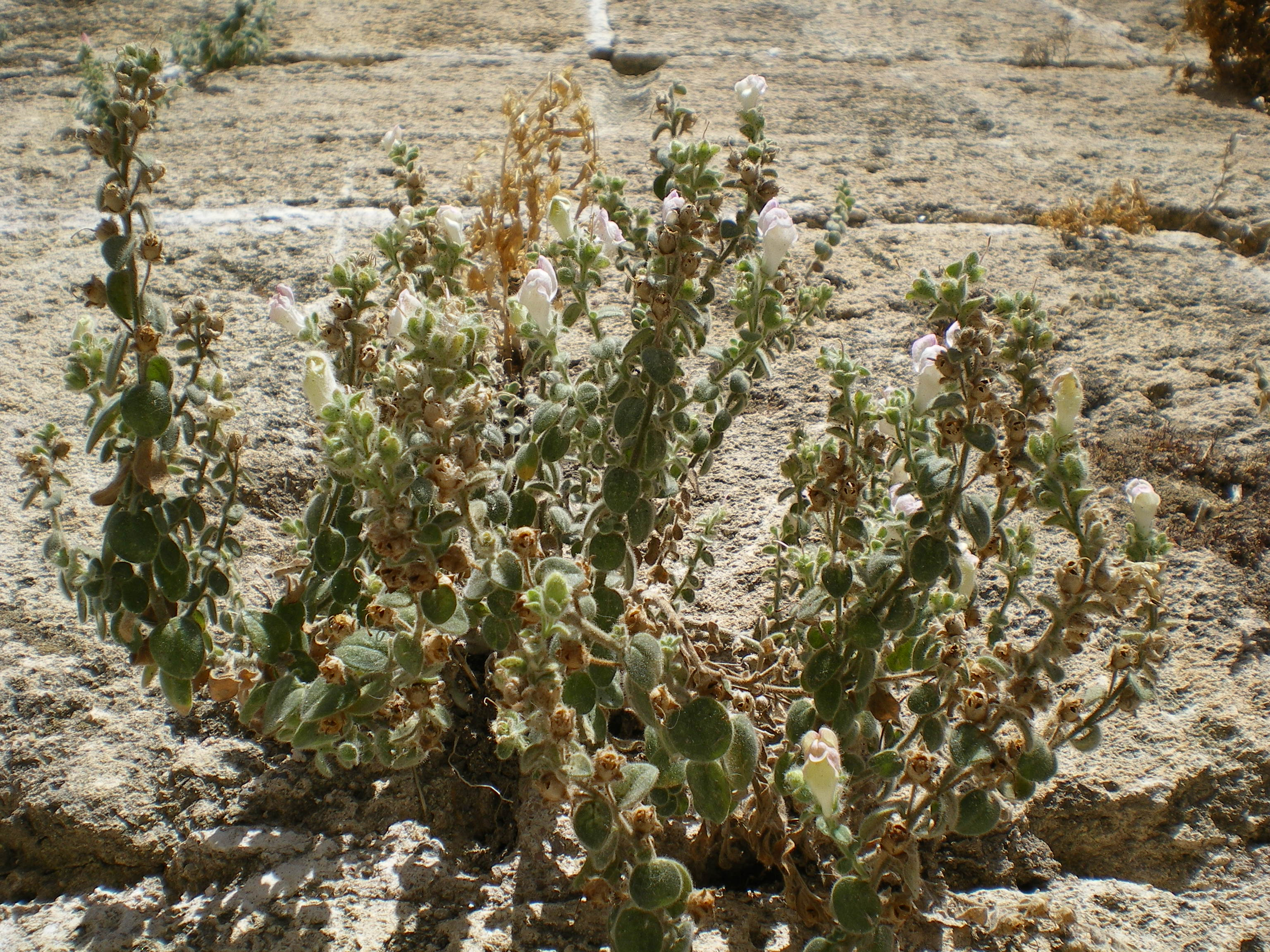
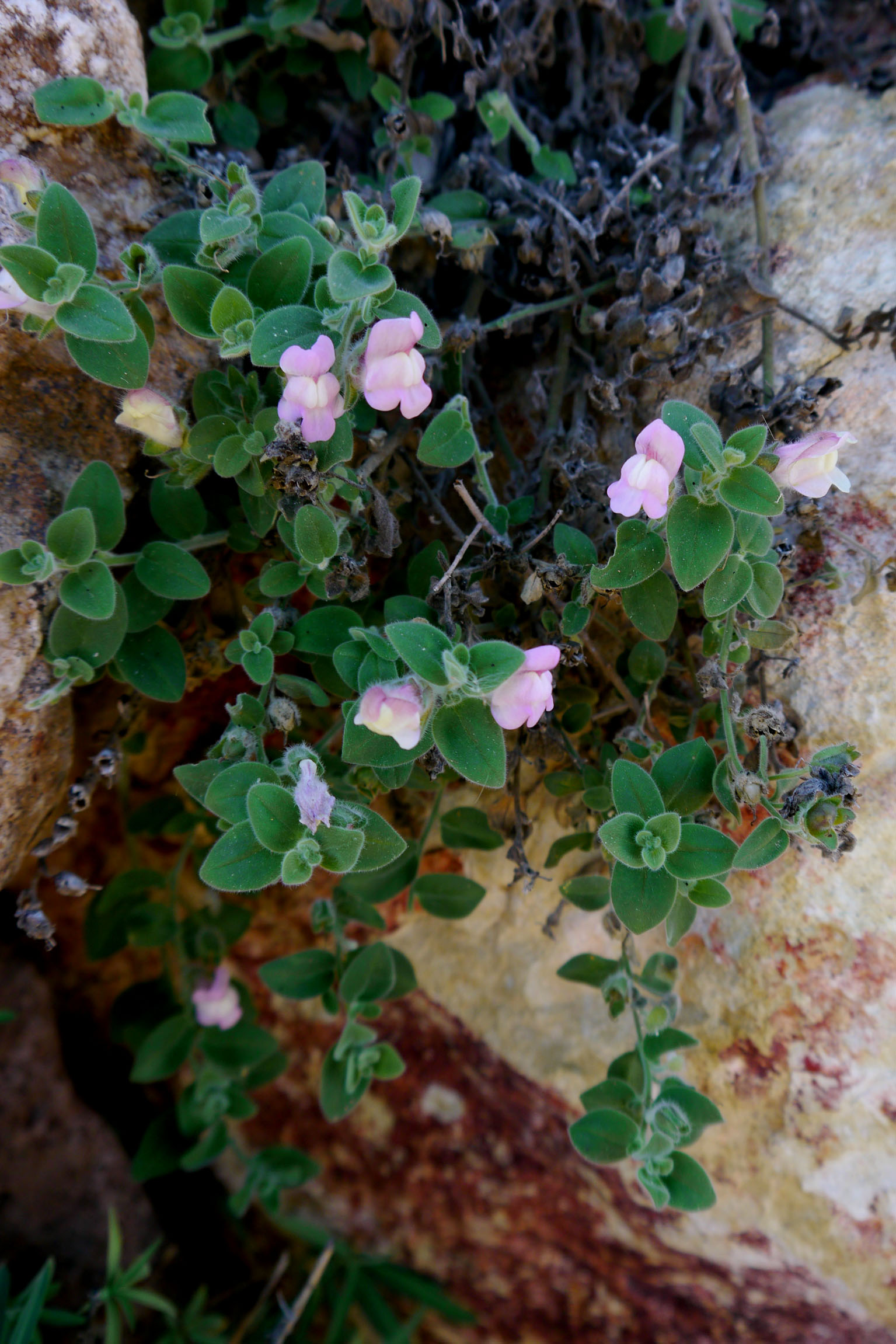